# Kašgar (řeka)
Kašgar nebo Kyzylsu (ujgursky قەشقەر دەرياسى‎) je řeka na západě ČLR v autonomní oblasti Sin-ťiang s horním tokem v Kyrgyzstánu (Ošská provincie), přičemž povodí zasahuje díky přítoku Markansu i na území Tádžikistánu (Horní Badachšán). Je 765 km dlouhá, z čehož 685 km připadá na ČLR. Povodí, které zahrnuje i povodí řeky Gjozdarja, má rozlohu 90 800 km².

## Průběh toku
Pramení na svazích Alajského a Zaalajského hřbetu. Na horním toku má horský charakter. Na dolním toku protéká přes Kašgarskou rovinu. V minulosti řeka ústila do Jarkendu, od druhé poloviny 20. století se ztrácí v píscích Tograkkum.

## Vodní režim
Průměrný průtok vody na dolním toku činí 77 m³/s, maximální až 500 m³/s. Nejvyšších vodních stavů dosahuje v létě. Unáší velké množství pevných částic.

## Využití
Na dolním toku zavlažuje rozsáhlou oázu o rozloze 2500 km². Na řece leží město Kašgar.